# Mistrovství Evropy v boxu 1983
XXV. mistrovství Evropy v boxu proběhlo ve Varně, Bulharsko ve dnech 7. až 15. května 1983. Organizátorem turnaje mistrovství Evropy byla European Amateur Boxing Association (EABA).

## Československá stopa
Závěrečná příprava byla rozdělena do čtyř fází. V lednu byla pozvaná vybraná sestava boxerů do Neratovic k vysokoobjemovému tréninku s potřebnou intenzitou pod vedením šéftrenéra reprezentace Petra Krále. Druhá fáze závěrečné přípravy probíhala v Ústí nad Labem pod vedením reprezentačního trenéra Františka Gašparíka. Jednalo se opět o objemový trénink s vysokovou intenzitou. Podobně probíhala třetí fáze v Olomouci pod vedením Františka Patočky. Závěrečné dolaďování formy proběhlo v Roudnici nad Labem.
Vedoucí výpravy: ???, trenéři reprezentace: František Gašparík a František Patočka, fyzioterapeut: František Venclovský
Na mistrovství Evropy startovalo za Československo 7 boxerů:
- −48 kg: Ivan Miško (* 1962) z ASVS Dukla Olomouc
- −54 kg: Pavol Madura (* 1962) ze SVS FMV (TJ Rudá hvězda Ústí nad Labem)
- −57 kg: Miroslav Šándor (* 1958) z ASVS Dukla Olomouc
- −60 kg: Tibor Puha (* 1958) z ASVS Dukla Olomouc
- −63,5 kg: Jaroslav Polák (* 1961) ze SVS FMV (TJ Rudá hvězda Ústí nad Labem)
- −71 kg: Ján Franek (* 1960) ze SVŠ MV ČSZTV Bratislava (TJ ZŤS Martin)
- −81 kg: Jaroslav Ligoš (* 1961) ze SVS FMV (TJ Rudá hvězda Ústí nad Labem)

## Výsledky
| Muži     | Zlato                     | Stříbro                 | Bronz                         | Bronz                       |
| -------- | ------------------------- | ----------------------- | ----------------------------- | --------------------------- |
| –48 kg   | Ismail Mustafov (BUL)     | Salvatore Todisco (ITA) | Bejbit Esdžanov (URS)         | Mustafa Genç (TUR)          |
| –51 kg   | Petar Lesov (BUL)         | János Váradi (HUN)      | Rašid Kabirov (URS)           | Constantin Titoiu (ROU)     |
| –54 kg   | Yurij Alexandrov (URS)    | Sami Buzoli (YUG)       | Klaus-Dieter Kirchstein (GDR) | Pavol Madura (TCH)          |
| –57 kg   | Serik Nurkazov (URS)      | Plamen Kamburov (BUL)   | Róbert Gönczi (HUN)           | Frank Rauschning (GDR)      |
| –60 kg   | Emil Čuprenski (BUL)      | Carlo Russollilo (ITA)  | Tibor Puha (TCH)              | Viktor Děmjaněnko (URS)     |
| –63,5 kg | Vasilij Šišov (URS)       | Mirko Puzović (YUG)     | Siegfried Mehnert (GDR)       | Jordan Lesov (BUL)          |
| –67 kg   | Pjotr Galkin (URS)        | Luciano Bruno (ITA)     | Kieran Joyce (IRL)            | Mihai Ciubotaru (ROU)       |
| –71 kg   | Valerij Laptěv (URS)      | Ralf Hunger (GDR)       | Michail Takov (BUL)           | Gheorghe Simion (ROU)       |
| –75 kg   | Vladimir Melnik (URS)     | Doru Maricescu (ROU)    | Nusret Redžepi (YUG)          | Henry Maske (GDR)           |
| –81 kg   | Vitalij Kačanovskyj (URS) | Paweł Skrzecz (POL)     | Pero Tadić (YUG)              | Eyüp Çiftçi (TUR)           |
| –91 kg   | Oleksandr Jahubkin (URS)  | Gyula Alvics (HUN)      | Paul Golumbeanu (ROU)         | Grzegorz Skrzecz (POL)      |
| +91 kg   | Francesco Damiani (ITA)   | Ulli Kaden (GDR)        | Petar Stoymenov (BUL)         | Alexandr Mirošnyčenko (URS) |

## Medailová bilance
V boxu se rozdělilo celkem 12 sad medailí.
| Pořadí | Stát                                   |       | Muži    | Muži  | Muži | Celkem |
| Pořadí | Stát                                   | Zlato | Stříbro | Bronz |      | Celkem |
| ------ | -------------------------------------- | ----- | ------- | ----- | ---- | ------ |
| 1.     | Sovětský svaz (URS)                    |       | 8       | 0     | 4    | 12     |
| 2.     | Bulharská lidová republika (BUL)       |       | 3       | 1     | 3    | 7      |
| 3.     | Itálie (ITA)                           |       | 1       | 3     | 0    | 4      |
| 4.     | Východní Německo (GDR)                 |       | 0       | 2     | 4    | 6      |
| 5.     | Jugoslávie (YUG)                       |       | 0       | 2     | 2    | 4      |
| 6.     | Maďarská lidová republika (HUN)        |       | 0       | 2     | 1    | 3      |
| 7.     | Rumunská socialistická republika (ROU) |       | 0       | 1     | 4    | 5      |
| 8.     | Polsko (POL)                           |       | 0       | 1     | 1    | 2      |
| 9.     | Československo (TCH)                   |       | 0       | 0     | 2    | 2      |
| 9.     | Turecko (TUR)                          |       | 0       | 0     | 2    | 2      |
| 11.    | Irsko (IRL)                            |       | 0       | 0     | 1    | 1      |
| Celkem | Celkem                                 |       | 12      | 12    | 24   | 48     |